# Giovanni Battista Gianotti
Giovanni Battista Gianotti (Cirié, 1873 – 1928) è stato un artista, decoratore e designer italiano, esponente dello stile liberty e dell'art déco.

## Biografia
Diplomatosi all'Accademia Albertina di Torino, aprì la propria compagnia di decorazioni artistiche ("Officine d'arte") lavorando tra Milano e Buenos Aires, spesso collaborando con il fratello minore Francesco, architetto, che risiedeva e lavorava in Argentina. Aprì anche uno studio a Bruxelles, realizzando parte della sua produzione anche in Belgio; soggiornava spesso nelle Fiandre Occidentali, per la precisione a Ostenda, che raffigurò in molti suoi acquerelli e disegni a penna, realizzando anche una serie di cartoline illustrate della città.
Nel Castello Estense di Ferrara, tra il 1916 e 1918 si occupò, insieme all'ebanista Ettore Zaccari e ad altri artigiani, del rifacimento dell'intero arredo della Sala del Consiglio (oggi Sala dei Comuni), progettando vetrate, mosaici, mobili, cornici e ceramiche. Espose alla I Biennale delle arti decorative alla Villa Reale di Monza.
Morì a bordo della nave durante la traversata dall'Italia all'Argentina nel 1928.
Il suo stile è stato a volte accomunato a quello del designer francese Alban Chambon.